# Vivaqua
VIVAQUA is een Belgisch intercommunaal waterleidingbedrijf. Het levert drinkwater in alle gemeenten van het Brussels Hoofdstedelijk Gewest plus enkele omliggende gemeenten in Waals-Brabant, onder toezicht van de overheidsdienst Leefmilieu Brussel.
De voorgeschiedenis van VIVAQUA gaat terug tot de oprichting van de Compagnie intercommunale des eaux de l'Agglomération bruxelloise (CIE, later CIBE) in 1891, om de Brusselse voorsteden van drinkwater te voorzien. Sedert 2006 wordt de naam Vivaqua gevoerd. 
Het bedrijf leverde in 2022 ongeveer 131 miljoen m³ drinkwater aan 2,25 miljoen inwoners. VIVAQUA verenigt 23 steden en gemeenten én een intercommunale.
VIVAQUA beschikt over 26 waterwinningsgebieden in België, voornamelijk uit het Waals Gewest, maar ook uit het Zoniënwoud, het Ter Kamerenbos en Zaventem. Ongeveer 70% van het geproduceerde water is grondwater, de rest komt uit de Maas.

## Bestuur
| Periode      | Voorzitter          |
| ------------ | ------------------- |
| 2000 - 2006  | Jean Demannez       |
| 2007 - 2012  | Marie-Paule Mathias |
| 2012 - 2014  | Sevket Temiz        |
| 2014 - 2017  | Yvan Mayeur         |
| 2017 - 2019  | Faouzia Hariche     |
| 2019 - heden | Bernard Van Nuffel  |

| Periode      | CEO               |
| ------------ | ----------------- |
| 2005 - 2017  | Christiane Franck |
| 2017 - heden | Laurence Bovy     |